# Lee Tamahori
Lee Tamahori est un réalisateur néo-zélandais né le 17 juin 1950 à Wellington (Nouvelle-Zélande).

## Biographie
Lee Tamahori commence sa carrière comme artiste et photographe.
Au cinéma, il est d'abord technicien du son puis assistant réalisateur, notamment de Nagisa Oshima sur Furyo, il s'est fait connaître mondialement dès son premier film L'Âme des guerriers, traitant de la condition des Māori, qui fut un des grands chocs cinématographiques de 1994. Sa carrière se poursuit à Hollywood dans des blockbusters, réalisant notamment un James Bond : Meurs un autre jour. Il adapte aussi un roman de James Patterson avec Le Masque de l'araignée, et une nouvelle de Philip K. Dick (L'homme doré) avec le film Next.

## Filmographie
- 1994 : L'Âme des guerriers (Nous étions guerriers) (Once Were Warriors)
- 1996 : Les Hommes de l'ombre (Mulholland Falls)
- 1997 : À couteaux tirés (Au bord du désastre) (The Edge)
- 2001 : Le Masque de l'araignée (Along Came a Spider)
- 2002 : Meurs un autre jour (Die Another Day)
- 2004 : xXx²: The Next Level (XXX: The Next Level)
- 2007 : Next
- 2011 : The Devil's Double
- 2016 : Le Patriarche (Mahana)
- 2024 : The Convert

### Film inachevé
- 2018 : Emperor